# Taubenhaus (Labastide-de-Lévis)

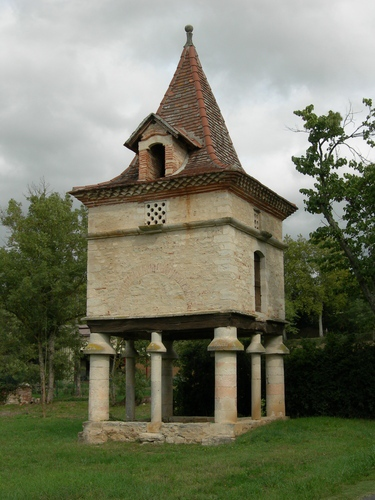
Taubenhaus in Labastide-de-Lévis

Das Taubenhaus (französisch colombier oder pigeonnier) in Labastide-de-Lévis, einer französischen Gemeinde im Département Tarn in der Region Okzitanien, wurde 1779 errichtet. Das Taubenhaus steht seit 1992 als Monument historique auf der Liste der Baudenkmäler in Frankreich.
Das Taubenhaus gehört zu einem Typus, der in der Region öfters vorkommt. Auf vier steinernen Ecksäulen und weiteren vier dünneren Säulen mit jeweils einfachen Kämpfern steht das Taubenhaus aus Bruchsteinmauerwerk mit Eckquaderung. Das Gebäude wird von einem Pyramidendach abgeschlossen und von einem Dachknauf bekrönt.